# Ken Watson
Kenneth Broughton Watson, detto Ken (Melbourne, 16 giugno 1919 – Anglesea, 17 marzo 2008), è stato un cestista e allenatore di pallacanestro australiano.
Era il padre di Ian Watson.

## Carriera
Da allenatore ha guidato l'Australia alle Olimpiadi del 1956.